# Dactylopius zimmermanni
Dactylopius zimmermanni är en insektsart som beskrevs av De Lotto 1974. Dactylopius zimmermanni ingår i släktet Dactylopius och familjen Dactylopiidae. Inga underarter finns listade i Catalogue of Life.